# El Cafetal
El Cafetal – miasto w Wenezueli, w stanie Miranda, w gminie Baruta.
Według danych szacunkowych na rok 2015 liczy 67 500 mieszkańców.